# Сивре (Вијена)
Сивре (фр. Civray (Vienne)) је насељено место у Француској у региону Поату-Шарант, у департману Вијена.
По подацима из 2011. године у општини је живело 2878 становника, а густина насељености је износила 330,8 становника/km².

## Демографија
| 1962. | 1968. | 1975. | 1982. | 1990. | 2011. |
| ----- | ----- | ----- | ----- | ----- | ----- |
| 2.867 | 3.034 | 3.108 | 2.978 | 2.814 | 2.878 |